# جيرترود شتاين (لوحة فنية)
بورترية جيرترود شتاين Portrait of Gertrude Stein- هي عبارة عن لوحة زيتية علي قماش للكاتبة الأمريكية وجامعة التحف الفنية جيرترود شتاين برسشة الفنان بابلو بيكاسو، والتي
بدأ العمل بها عام 1905م وانتهي في العام التالي ، واللوحة موجودة في متحف متروبوليتان للفنون في نيويورك. وهي تعد واحدة من الأعمال الهامة في فترة بيكاسو الوردية. وتتمتع اللوحة بأهمية تاريخية، نظرًا لدورها في بداية حياة بيكاسو كفنان مكافح ونجاحه التجاري في نهاية المطاف. كما أنها تمثل خطوة انتقالية مهمة في تحرك الفنان نحو التكعيبية.

## الخلفية
بعد أن وضع بيكاسو الموضوعات التشاؤمية جانبًا، بدأ في مرحلة جديدة أكثر تفاؤلاً بداية من العام 1905م، والتي تعرف باسم الفترة الوردية. وفي العام السابق، وصل بيكاسو إلى باريس قادماً من برشلونة ليستقر هناك. خلال هذا الوقت، كان بيكاسو يعيش في فقر في مبنى متهدم في 13 شارع رافينيان، المعروف باسم لو باتو لافوار. كانت جيرترود وشقيقها ليو شتاين من جامعي الأعمال الفنية، وأصبحا صديقين لبيكاسو في وقت لاحق من عام 1905. حصل الأشقاء على ثلاث أعمال فنية من الفترة الوردية من حياته عندما كان بيكاسو لا يزال فنانًا مكافحًا، وبالتالي لعب دورًا مهمًا في حياته المالية. بحلول نهاية عام 1906، تم شراء أعمال بيكاسو من قبل تاجر الأعمال الفنية أمبرواز فولارد. كانت جيرترود شتاين جامعًة مؤثرًة للفن الحديث. وكانت تقيم "صالونات" أسبوعية في باريس، والتي أصبحت أسطورية وكانت ملتقى للكتاب والرسامين والنقاد والشعراء. كانت جيرترود شتاين أيضًا كاتبة ومؤثرة. ظلت صورتها معها في فرنسا وتمسكت بها خلال الحربين العالميتين حتى وفاتها. تم نقل صورة جيرترود شتاين إلى متحف الفن الحديث عندما توفيت في 27 يوليو 1946. وأعيدت الصورة إلى متحف متروبوليتان للفنون لعرضها الدائم.

## الوصف
بعد وقت قصير من لقاء شتاين في عام 1905، بدأ بيكاسو في رسم صورتها. وبحسب شتاين، استغرقت العملية "ثمانين أو تسعين جلسة". وتذكرت كيف أنه خلال إحدى الجلسات، عندما كانت الجلسات على وشك الانتهاء في الشتاء، قام بيكاسو فجأة بتلوين رأسها وقال بغضب: "لا أستطيع رؤيتك بعد الآن عندما أنظر". وبقيت الصورة على هذه الحالة حتى الخريف التالي، عندما عادت شتاين إلى باريس. بعد عودتها من رحلة إلى إسبانيا، أكمل بيكاسو رأسها دون أن يرى شتاين مرة أخرى. عندما اكتملت الصورة، كان كلاهما راضيًا عن العمل النهائي. قالت شتاين عن الصورة: "كنت وما زلت راضيًا عن صورتي، بالنسبة لي، أنا، وهي الاستنساخ الوحيد لي الذي هو دائمًا أنا، بالنسبة لي."
لقد تحدت لوحة بيكاسو الأفكار التقليدية لفن البورتريه، من خلال تصوير الموضوع كشخصية كبيرة وضخمة تحدق بشكل فارغ عبر الصورة، وليس نحو المشاهد. جسدها عبارة عن كتلة مستديرة، وهي تميل إلى الأمام وتسند ذراعيها بثقلها على ركبتيها. على النقيض من أعمال هنري ماتيس، يستخدم بيكاسو الألوان الداكنة والخافتة من اللون البني والأحمر، بدلا من الألوان الزاهية لتصوير موضوعه. لم يتم تصوير التفاصيل الجسدية لشتاين بشكل واقعي - فوجهها يشبه القناع بملامح هندسية. يعد هذا التشويه سمة من سمات أعماله التكعيبية اللاحقة وهو تناقض ملحوظ مع العرض المستدير المسطح لبقية جسدها. ربما يكون الأسلوب البدائي للصورة مستوحى من اهتمام بيكاسو بالفن الأفريقي ، كان الغرض من ذلك هو نقل شتاين كما كانت بالفعل، وليس مجرد تصوير مظهرها الجسدي. ـ علق ألفرد بار مدير متحف الفن الحديث، على أهمية إعادة طلاء الرأس في صورة شتاين قائلاً: "خلال الفترة ما بين رسم وجه الصورة ورسمها مرة أخرى حدث تغيير ذو أهمية كبيرة في فن بيكاسو. كان النمط الأصلي للصورة طبيعيًا وناعمًا ومسطحًا نسبيًا، كما لا يزال بإمكانك رؤيته في الزي والخلفية. لكن الوجه المعاد طلاؤه على الطراز الجديد، مما يوحي بقناع منحوت بملامح مرسومة بشدة ومصممة بجرأة، مثل وجوه بعض المنحوتات الإسبانية القديمة التي رآها بيكاسو للتو في متحف اللوفر. تبين أن هذا التغيير في الأسلوب له أهمية تاريخية كبيرة لأنه أظهر الاتجاه الذي كان على بيكاسو أن يتبعه خطوة بخطوة حتى أالوصول إلى التكعيبية".

## الأهمية والدلالة
حول أهمية الصورة، أشار ألفريد بار إلى أنه "بصرف النظر عن قيمة اللوحة كمعلم بارز في الفن الحديث، فإن لوحة بيكاسو تمثل وصفًا قويًا لواحدة من أبرز الكتاب الأمريكيين وأكثرهم تأثيرًا في جيلها." وفي عام 2006، علق ديفيد ج. شاليف على أهمية اللوحة. "معترف بها عالميًا باعتبارها واحدة من الأعمال الكلاسيكية والمحورية في الفترة الوردية المتأخرة لبيكاسو، تجسد صورة جيرترود شتاين ببراعة الشخصية النفسية لأحد الكتاب الأمريكيين العظماء والشخصيات الثقافية في القرن الماضي."، وفي عام 2015، كتب جوناثان جونز: "منذ عصر النهضة، تم تشكيل صورة المرأة من خلال مُثُل الجمال والأدوار الاجتماعية المقيدة. وقلبت لوحة بيكاسو لجيرترود شتاين كل ذلك رأسًا على عقب. لقد أفلتت شتاين من الفئات المقيدة التي يفرضها الغربيون. "لقد وقع الفن سابقًا في شرك المرأة. إنها ليست عجوزًا ولا شابة - وجهها الحجري يجعلها شيئًا جديدًا على الأرض. إنها تتحكم في هويتها. ".